# Liang Xing
En aquest nom xinès, el cognom és Liang.
Liang Xing (mort el 212 EC) va ser un general militar de la Província de Liang durant el període de la tardana Dinastia Han Oriental de la història xinesa. Ell era de la Comandància Zuopingyi (左馮翊) de capital de província, Sili (司隸).
Liang va ser un dels generals que va respondre a la crida de Ma Chao per resistir a Cao Cao en el 211 EC. Això no obstant, després de la seva derrota a mans de Cao a la Batalla del Pas Tong, l'aliança es va trencar i es convertí en un bandit. Ells van assaltar Zuopingyi i van fer fugir en pànic als funcionaris de la zona. El Gran Administrador de la Comandància, Zheng Hun (鄭渾), observà que els assaltants només es mantenien junts per la força i va ser així que Zheng usà diversos ardits fisiològics per soscavar els bandits de Liang. Liang i els seus seguidors restants es van esporuguir i van fugir a la seva base de Fucheng (a prop de l'actual Lechuan a Shaanxi). Cao Cao llavors en va enviar a Xiahou Yuan i Xu Huang per assistir a Zheng Hun en l'atac a Fucheng, i aviat van prendre el cap de Liang i la resta del seu grup va ser pacificat.

## En la ficció
En la novel·la històrica del Romanç dels Tres Regnes de Luo Guanzhong, Liang és representat com un dels vuit generals servint sota Han Sui. Quan les relacions entre Ma Chao i Han Sui es van deteriorar com a resultat de l'ardit de Jia Xu, Liang i Ma Wan (馬玩) planejaren d'assassinar Ma Chao. Ma Chao sentí de la trama, i els va matar de manera preventiva.